# 武藤敏郎
武藤 敏郎（むとう としろう、1943年7月2日 -）は、日本の大蔵官僚。
大蔵・財務事務次官、日本銀行副総裁などを歴任した。元株式会社大和総研理事長、言論NPOアドバイザーリポート、前学校法人開成学園理事長、元東京大学先端科学技術研究センター客員教授。元2020年東京オリンピック・パラリンピック競技大会組織委員会事務総長・理事。

## 来歴

### 生い立ち
埼玉県浦和市（現・さいたま市浦和区）出身。6人兄弟。父は浦和市議会議員、浦和市収入役を務めた。上福岡市市長を務めた武藤博は次兄。義父は広島銀行元頭取、公正取引委員会元委員長の橋口収。
双恵学園（さいたま市）、開成高等学校を経て東京大学に入学した。国家公務員上級職甲種試験（法律職）と司法試験に合格（国家公務員上級職甲種試験は2位合格）し、1966年に東京大学法学部第1類（私法コース）を卒業した。

### 大蔵省
旧大蔵省入省。当初は弁護士志望で大蔵省という役所に特に思い入れがあったわけではなく、正論が通らなかったらいつでも辞める、くらいのつもりであったという。
入省同期には、中島義雄、長野庬士、岡田康彦、中山恭子、中山成彬、阪田雅裕、松川隆志、佐藤謙、久保田勇夫、塩田薫範、剣持宣揚らがいる。
1971年7月10日 彦根税務署長。
1973年7月から銀行局総務課長補佐（日本銀行・企画）として日銀を担当した。後に日銀総裁になる福井俊彦と机を並べていた。在職中の忘れられない出来事として女子高生の雑談がきっかけで大騒ぎとなった豊川信用金庫の預金取り付け事件を挙げている。
その後は主計局を中心にキャリアを積んだ。
1984年7月 主計局主計官（建設・公共事業係担当）。当時の直属の上司は主計局長の西垣昭、主計局次長（次席で公共事業などを担当）の斎藤次郎。武藤曰く「政治と向き合う濃密さが段違いだった。自民党の関心は極めて高く、道路、治山・治水、港湾・空港、都市整備、農道、漁港などの予算に族議員がひしめきあっていた」とのこと。
1990年代、米国の投資ファンドなど、外資による日本市場に対する攻勢が強まる中で大蔵省接待汚職事件（いわゆるノーパンしゃぶしゃぶ事件）が発覚。大蔵省官房長だった武藤自身は接待を受けた訳ではなかったが、職員に対する監督責任を問われて大臣官房総務審議官（現在の大臣官房総括審議官）に更迭された。ただ、後に主計局長を経て、大蔵事務次官に就任した。中央省庁再編により、初代財務事務次官に就任した。事務次官退任後は財務省顧問を務めた。

### 日本銀行
2003年、日銀に転じ、副総裁に就任する。
2008年2月、日銀総裁・福井俊彦の任期満了が迫ると、武藤はマスコミから後任総裁の最有力候補と予想されたが、参議院第一党の民主党は、当初から財務官僚出身者の総裁就任に難色を示しており、衆議院での2008年度予算案の強行採決への反発も強いことから、国会の同意が得られるか不透明な状勢となった。

### ポスト福井
2008年3月、日本政府は武藤を総裁候補、伊藤隆敏と白川方明を副総裁候補として国会に正式に提示し、武藤らは衆参両院の議院運営委員会にて所信表明を行った。
3月11日に表明した所信では日銀の独立性や金融政策について持論を述べている。市場関係者からは武藤の所信に対し「経済に対して強気でも弱気でもなく現実的で安定的な姿勢」と評価する声が挙がり、日本経済団体連合会会長の御手洗冨士夫も「非常にベストな候補者と評した」。
3月12日付の讀賣新聞、朝日新聞、日本経済新聞、中日新聞（含む東京新聞）、毎日新聞、産経新聞といった主要各紙は、民主党に対し自制を促す社説を一斉に掲載した。しかし、同日行われた参議院における採決では、民主、共産、社民、国民新などの反対多数により武藤と伊藤は不同意となった。
民主党の方針に対し、第一生命経済研究所のアナリストからは「武藤氏と副総裁候補の白川方明氏は、共に現在の福井俊彦日銀総裁の路線を継承すると述べたのに、両氏で同意・不同意を分ける理屈はどこにあるのか」との指摘がなされている。なお、参議院での採決時は民主党など野党系会派から造反議員が相次ぎ、川上義博、広田一、森田高は採決を棄権、大江康弘、木俣佳丈、松下新平は採決を欠席している。
3月13日、衆議院は本会議にて史上二度目となる同意人事の賛否を問う討論を開催した後、武藤の総裁就任に同意した。
両院からの同意を得られなかったため、武藤の総裁就任は見送られた。3月18日、政府は改めて田波耕治を総裁候補として提示したが、この人事案も参議院で不同意となった。そのため、福井は総裁任期満了日に白川を総裁代行に任命し、翌日、白川は日本銀行副総裁に就任すると同時に総裁代行に就任した。戦前には在任中の死去や大蔵大臣就任に伴う退任により5回の例があるが、戦後では初の総裁空席となった。
この間、モルガン・スタンレー証券のロバート・フェルドマン経済研究主席は、日銀総裁人事などの重要案件には「特定の基準に照らして開かれた議論」が望ましいと主張し、中央銀行マン・官僚・財界人ら19人を「マクロ経済学と独立性」「政策決定機関のトップをつとめた経験」「国内外のネットワーク」の3指標で採点した結果を「次期日銀総裁 -- 候補者を比較する」と題する調査報告書として発表した（英文は3月25日、和文は翌26日に公表、英国フィナンシャル・タイムズ紙2008年4月3日号に紹介記事）。最も評価が高かったのは、小泉内閣で経済財政担当相を務めた竹中平蔵と日銀出身で金融研究所所長や経済協力開発機構（OECD）の副事務総長を務めた重原久美春で、武藤は「マクロ経済学と独立性」で17位、ほかの二つの基準で18位にとどまり、田波はいずれの基準でも最下位であった（白川は総裁候補のリストには含まれなかった）。
こうして日本国海外では知名度の高い重原の日銀総裁就任期待が高まったが、4月9日、政府は妥協策として既に総裁代行に就任していた白川を総裁候補として国会に提示し、両院での同意を得たうえで、白川を日本銀行総裁に任命した。武藤副総裁時代に日本銀行理事を務めた白川は、総裁就任会見の席上、武藤について「立派な副総裁で、尊敬している上司の一人だった」と評した。

### 副総裁退任後
2008年6月2日、東京大学先端科学技術研究センター客員教授に就任した。着任に際し、武藤は「財政・金融政策の現場での経験を学問的、体系的にまとめ直す機会にできれば」と抱負を述べている。また、「公的部門で働きたいと考える若者が減った」と指摘したうえで「私の経験を伝えることで何か貢献できれば」と語り、後進の育成に力を注ぐ考えを明らかにした。
2008年7月1日、大和証券グループ本社会長の清田瞭から要請され、大和総研の理事長に就任した。ポスト福井を巡る混乱について振り返り「人間万事塞翁が馬。事実を受け止め新しいポストをしっかりやりたい」とした上で、「証券業の経験はないが、リサーチ中心の仕事なので経験が生かせる」と述べた。さらに、大和総研の運営方針として「シンクタンクとしてリサーチ機能をさらに充実していくことが第一で、これに加え、シンクタンクとしての発信力もこれからは極めて大事。世の中に対して、どういうことを発信していくか考えていきたい」と述べ、リサーチ部門の充実と情報発信の積極化を打ち出している。
2009年から2015年まで、母校・開成中学校・高等学校を運営する学校法人開成学園にて、学園長兼理事長を務めた。なお、学園長と理事長を兼任しているが、両職共に無報酬のため給与等は支払われない。学問を修めるとともに社会に対し貢献できる人間像を理想としており、使命感を持った人材の育成を目指している。開成中学校・高等学校の生徒には「中身のある、いい意味でのエリート意識」が必要だと説いている。
2014年1月、東京オリンピック・パラリンピック競技大会組織委員会の事務総長に、森喜朗会長の要請を受けて就任。
2022年6月、カプコン社外取締役に就任。

## 政策・評価

### 国債30兆円枠
大蔵省在籍時は財政再建を主張し、国債発行額の削減を訴えるなど、放漫財政への抵抗を続けた。しかし、景気浮揚のため財政出動を主張する国会議員からの批判は強く、自由民主党の幹部が武藤に対し一時「出入り禁止」を命じたこともある。小泉政権下では財務事務次官を務めており、小泉純一郎の政権公約「国債30兆円枠」の「生みの親」とも称されている。
小泉政権以降、「国債30兆円枠」は日本政府の財政の指標の一つとして扱われることがある。だが、小泉政権では当初は編成をした予算において「国債30兆円枠」が達成できず、公約違反を指摘された小泉純一郎が「大したことじゃない」と発言し物議を醸すこともあった（政権末期の2006年に「国債30兆円枠」を達成した）。続く第1次安倍内閣では、企業減税を主張する上げ潮派が主導権を握ったため達成が危ぶまれたが、安倍晋三らが新規国債発行高を25兆4000億円に押さえ込んだ。福田康夫政権では、景気の後退により達成が懸念されたが、福田康夫ら財政再建派が再び主導権を取り、2008年度予算案では新規国債発行高を前年度よりさらに削減し25兆3480億円となっている。

### 金融政策
武藤は財務省で事務次官まで務めた上で日本銀行副総裁を5年間務めた経歴を持っており、経験に基づいた調整力や判断力が武藤の強みであるとされている。
調整力や判断力についてはエコノミストからも評価されており、東短リサーチのチーフエコノミストは「政治との調整にたけた武藤氏は、金融政策を円滑に運営できるという見方は多い」と指摘しており、総裁昇任が参議院で不同意になったことについて「金融市場関係者は武藤氏の不同意を残念がっている」と評している。ニッセイ基礎研究所経済調査部の部長は「金融市場が不安定化しているので、武藤氏の昇格案は受け入れられると思っていた」ため「武藤氏を不同意にしたのは意外だった」とし、第一生命経済研究所の主席エコノミストは「武藤氏が変更されないと参院は通らないという悪い図式」に陥っていると批判している。

### 財政と金融の分離
衆参の議院運営委員会にて、武藤は「金融政策の運営では透明性の向上と国民、市場とのコミュニケーションが極めて重要だ。日銀の独立性をしっかり確保していきたい」と述べており、日本銀行の独立性を重視する考えを示している。
参議院にて日本銀行総裁就任が不同意とされた後、日本商工会議所会頭の岡村正は「これまで副総裁として中立性を疑わせるような兆候が見られたわけではない」と指摘している。
当時民主党代表であった小沢一郎は当初「官庁出身だということだけで100%ノーというような、かたくななものではない」としており同意する可能性を示唆していたが、「国会同意人事を検討する小委員会」委員長の仙谷由人らが財政と金融の分離を理由に不同意を主張し、所信聴取後も「我々の疑念をぬぐい去るに至らなかった」としたことから、最終的に不同意の方針とした。なお、讀賣新聞は「『財金分離』は、本来、旧大蔵省から銀行監督など金融行政を切り離す時に使われた言葉」と指摘しており「民主党は違う意味で使っている」と評している。
田原総一朗は、政治家と官僚の癒着防止の観点から主張される「政官分離」を例にとり、「『財政と金融の分離のために財務省出身者の就任は反対』と言うのならば、『政官分離』の原則で、官僚から政治家になるのもおかしいということになる」と指摘し「財務省出身者が総裁になればその独立が保たれないという理屈には必ずしもならない」としている。
また、小沢は民主党が人事案に同意する条件として「東大じゃない、文系じゃない、男じゃない、官僚じゃない」を列挙しており、そのような人材がいるのか尋ねた若手議員に対しては、岩手弁で「いるわけないっぺよ」と笑いながら答えている。さらに、参議院での不同意後の3月16日、民主党幹事長の鳩山由紀夫が「財務官の方が世界が広い。国際金融に詳しいことは間違いない。財務省（出身）だからすべてだめと言っているわけではない」として、同じ財務省出身者でも事務次官と財務官では賛否が異なる、と主張し始めたため、政府側から「民主党は人によって言うことがバラバラで、安易に候補者を打診できない」と指摘された。退任会見の席上、日本銀行総裁の福井俊彦は民主党の主張に対し「通貨安定への強い決意や市場を大切にする心、グローバルな視野の3点があれば、どこの組織の出身かは関係ない」と指摘した。
なお民主党の西岡武夫参議院議院運営委員長は、2009年11月当時の人事抗争を振り返り、「純粋に武藤さんがいい、悪いという前に、政治状況があった」「（財政運営と金融行政を分ける）『財金分離』を理由に武藤さんがはねられたのは、今でもおかしいと思っている」と述べ、政局が優先されていた事実を認めた。
日本銀行総裁は日銀プロパーと大蔵省出身者が交互に務めていた経緯がある（いわゆる「たすきがけ人事」）。1998年の日本銀行法改正に伴い、中央銀行としての独立性を向上させるため、この慣行は廃された。

## 人物
- 趣味は油絵で、絹谷幸二に師事。個展を開いたこともある腕前である。各地の美術館を訪ねるために、旅行をすることも好んでいる[25]。

## 受賞歴
- 2021年 五輪オーダー功労章銀章[39]

## 発言

### 2020年東京オリンピック競技大会関係
2021年7月16日、開会式に作曲担当として参加している小山田圭吾が、学生時代に障害者とみられる同級生を虐待していたと報じられるが、武藤は「組織委側は知らなかった」とする。さらに小山田に辞任は求めない方針を表明した。
翌7月17日には「十分謝罪し、反省している。倫理観をもって仕事をしていく、と話している。このタイミングでもあるので、引き続き大会を支えていって、貢献してもらいたい」と説明した。7月19日、小山田が辞任を表明した後には「楽曲を変えることが大変難しいということだった。引き続きお願いしても許されるかと考えたが、判断が甘かった。深く反省している」と述べ、小山田が関与した楽曲については使用しないことを発表した。

## 略歴
| 年   | 年   | 年   | 月 | 日 | 事柄                                                                               |
| 西暦 | 和暦 | 和暦 | 月 | 日 | 事柄                                                                               |
| 西暦 | 元号 | ~    | 月 | 日 | 事柄                                                                               |
| ---- | ---- | ---- | -- | -- | ---------------------------------------------------------------------------------- |
| 1943 | 昭和 | 18   | 7  | 2  | 埼玉県浦和市生まれ                                                                 |
| 1959 | 昭和 | 34   | 3  | ?  | 開成中学校卒業。                                                                   |
| 1962 | 昭和 | 37   | 3  | ?  | 開成高等学校卒業。                                                                 |
| 1965 | 昭和 | 40   | 9  | 18 | 国家公務員採用上級甲種試験（法律）合格。                                           |
| 1965 | 昭和 | 40   | 9  | 25 | 司法試験第二次試験合格。                                                           |
| 1966 | 昭和 | 41   | 3  | ?  | 東京大学法学部第1類（私法コース）卒業。                                            |
| 1966 | 昭和 | 41   | 4  | ?  | 大蔵省入省。大臣官房文書課配属。                                                   |
| 1968 | 昭和 | 43   | 4  | ?  | 大臣官房調査企画課。                                                               |
| 1969 | 昭和 | 44   | 4  | ?  | 関税局企画課調査係長心得。                                                         |
| 1970 | 昭和 | 45   | 7  | ?  | 関税局企画課企画第一係長。                                                         |
| 1971 | 昭和 | 46   | 7  | 10 | 彦根税務署長。                                                                     |
| 1972 | 昭和 | 47   | 7  | ?  | 銀行局特別金融課長補佐。                                                           |
| 1973 | 昭和 | 48   | 7  | ?  | 銀行局総務課長補佐（日本銀行・企画）。                                             |
| 1974 | 昭和 | 49   | 7  | ?  | 外務研修。                                                                         |
| 1975 | 昭和 | 50   | 5  | ?  | 在米国日本国大使館二等書記官。                                                     |
| 1976 | 昭和 | 51   | 4  | ?  | 在米国日本国大使館一等書記官。                                                     |
| 1978 | 昭和 | 53   | 7  | ?  | 主計局主計官補佐（地方財政第一、第二係主査）。                                     |
| 1980 | 昭和 | 55   | 7  | ?  | 主計局主計官補佐（文部第一、第二、第三係主査）。                                   |
| 1982 | 昭和 | 57   | 6  | ?  | 石川県商工労働部長。                                                               |
| 1982 | 昭和 | 57   | 12 | ?  | 石川県総務部長。                                                                   |
| 1984 | 昭和 | 59   | 7  | ?  | 主計局主計官（文部・科学技術・文化係担当）。                                       |
| 1986 | 昭和 | 61   | 6  | ?  | 主計局主計官（建設・公共事業係担当）。                                             |
| 1988 | 昭和 | 63   | 6  | ?  | 銀行局中小金融課長。                                                               |
| 1990 | 平成 | 2    | 6  | 29 | 大臣官房秘書課長。                                                                 |
| 1992 | 平成 | 4    | 6  | 26 | 主計局次長（末席）。                                                               |
| 1993 | 平成 | 5    | 6  | 25 | 主計局次長（次席）。                                                               |
| 1994 | 平成 | 6    | 7  | 1  | 主計局次長（筆頭）（総務課、厚生・労働、文部、運輸、郵政を担当）。                 |
| 1995 | 平成 | 7    | 5  | 26 | 大臣官房総務審議官。                                                               |
| 1997 | 平成 | 9    | 7  | 15 | 大臣官房長。                                                                       |
| 1998 | 平成 | 10   | 5  | 19 | 大臣官房総務審議官                                                                 |
| 1999 | 平成 | 11   | 7  | 8  | 主計局長。                                                                         |
| 2000 | 平成 | 12   | 6  | 30 | 大蔵事務次官。                                                                     |
| 2001 | 平成 | 13   | 1  | 6  | 財務事務次官。                                                                     |
| 2003 | 平成 | 15   | 1  | 14 | 財務省顧問。                                                                       |
| 2004 | 平成 | 16   | 3  | 20 | 日本銀行副総裁。                                                                   |
| 2008 | 平成 | 20   | 6  | 2  | 東京大学先端科学技術研究センター客員教授。                                         |
| 2008 | 平成 | 20   | 7  | ?  | 株式会社大和総研理事長。                                                           |
| 2009 | 平成 | 21   | 4  | ?  | 開成学園理事長・学園長。                                                           |
| 2009 | 平成 | 21   | 6  | ?  | 住友金属工業株式会社監査役。                                                       |
| 2010 | 平成 | 22   | 6  | ?  | 三井物産株式会社取締役。                                                           |
| 2012 | 平成 | 24   | 6  | 10 | 新日鐵住金株式会社監査役。                                                         |
| 2014 | 平成 | 26   | 1  | 24 | 公益財団法人東京オリンピック・パラリンピック競技大会組織委員会事務総長・専務理事。 |
| 2018 | 平成 | 30   | 7  | 1  | 株式会社大和総研名誉理事。                                                         |
| 2022 | 令和 | 4    | 6  | 23 | 株式会社カプコン取締役。                                                           |